# Swiatowasyliwka
Swiatowasyliwka (ukr. Святовасилівка, do 2016 Jelizarowe, ukr. Єлізарове) – osiedle na Ukrainie, w obwodzie dniepropetrowskim, w rejonie dnieprzańskim, siedziba hromady. W 2001 liczyło 966 mieszkańców, spośród których 904 wskazało jako ojczysty język ukraiński, 52 rosyjski, 3 mołdawski, 5 białoruski, a 2 inny.